# Валь-де-Бріє (округ)
Округ Валь-де-Бріє (фр. Arrondissement de Val-de-Briey) — округ у Франції, в департаменті Мерт і Мозель. 2023 року округ об'єднував 115 муніципалітетів, населення становило 164 163 особи.
Адміністративний центр (супрефектура) — Валь-де-Бріє.

## Муніципалітети
Список муніципалітетів округу:
1. Аббевіль-ле-Конфлан
2. Авілле
3. Авриль
4. Алламон
5. Аллондрель-ла-Мальмезон
6. Ан-деван-П'єррпон
7. Андерні
8. Ану
9. Атриз
10. Аффлевіль
11. Базай
12. Бальє
13. Батії
14. Бевей
15. Бевілле
16. Беттенвілле
17. Бешам
18. Бонкур
19. Бреен-ла-Віль
20. Бренвіль
21. Брювіль
22. Буамон
23. Валлеруа
24. Валь-де-Бріє
25. Вів'є-сюр-Ш'є
26. Вілле-ла-Шевр
27. Вілле-ла-Монтань
28. Вілле-ле-Ронд
29. Віллетт
30. Віль-о-Монтуа
31. Віль-сюр-Ірон
32. Віль-Удлемон
33. Вільрю
34. Гондрекур-Екс
35. Горсі
36. Гран-Фаї
37. Домпрі
38. Донкур-ле-Конфлан
39. Донкур-ле-Лонгюїон
40. Еп'єз-сюр-Ш'є
41. Еррувіль
42. Ерсеранж
43. Жандліз
44. Жарні
45. Жеф
46. Жиромон
47. Жоппекур
48. Жуавіль
49. Жудревіль
50. Кольме
51. Кон-е-Ромен
52. Кон-ла-Гранвіль
53. Конфланз-ан-Жарнізі
54. Крюн
55. Ксіврі-Сіркур
56. Кютрі
57. Лабрі
58. Ландр
59. Лантефонтен
60. Ле-Барош
61. Лекс
62. Лексі
63. Лонгві
64. Лонгюїон
65. Лонлавіль
66. Любе
67. Малавілле
68. Мексі
69. Мері-Менвіль
70. Мерсі-ле-Ба
71. Мерсі-ле-О
72. Мон-Бонвілле
73. Мон-Сен-Мартен
74. Монтіньї-сюр-Ш'є
75. Морфонтен
76. Муавіль
77. Муанвіль
78. Мутьє
79. Мюрвіль
80. Норруа-ле-Сек
81. Обуе
82. Оден-ле-Роман
83. Озерай
84. Окур-Мулен
85. Олле
86. Омекур
87. От
88. Петі-Фаї
89. П'єнн
90. П'єррпон
91. Претен-Іньї
92. Пюкс
93. Реон
94. Сансі
95. Сен-Жан-ле-Лонгюїон
96. Сен-Марсель
97. Сен-Панкре
98. Сен-Сюппле
99. Сент-Ай
100. Серрувіль
101. Сольн
102. Телланкур
103. Тій
104. Тріє
105. Тюкеньє
106. Тюмеревіль
107. Тьєрселе
108. Фійєр
109. Флевіль-Ліксьєр
110. Френуа-ла-Монтань
111. Фріовіль
112. Шарансі-Везен
113. Шеньєр
114. Юньї
115. Юссіньї-Годбранж